# Asplenium pululahuae
Asplenium pululahuae är en svartbräkenväxtart som beskrevs av Sod. Asplenium pululahuae ingår i släktet Asplenium och familjen Aspleniaceae. Inga underarter finns listade.